# Jorge Martínez Zuviría
Jorge Miguel Martínez Zuviría (Santa Fe, 18 de agosto de 1920-Buenos Aires, 23 de julio de 2001) fue un aviador militar argentino perteneciente a la Fuerza Aérea Argentina. Alcanzó la máxima jerarquía del escalafón aeronáutico y se desempeñó titular de dicha fuerza armada desde el 28 de agosto de 1968 hasta el 12 de marzo de 1970.

## Familia
Nació el 18 de agosto de 1920 en Santa Fe y sus padres fueron Gustavo Martínez Zuviría y Matilde de Iriondo. Tuvo once hermanos: Myriam, Matilde, Gustavo, Graciela, Ruth, Hugo, Beatriz, Marcelo, Teresa, Magdalena Sofía y María Elena. Su hermano Gustavo llegó a ser general de división en el Ejército Argentino y comandante del III Cuerpo de Ejército.

## Carrera
Jorge Martínez Zuviría ingresó al Colegio Militar de la Nación en 1940. Egresaría de dicha academia de formación militar en 1943 con el grado de subteniente. Se especializó en aviación militar, que hasta 1945 dependió del Ejército Argentino, ya que luego fue creada la Fuerza Aérea Argentina. Al formarse la aeronáutica como una nueva fuerza armada, Martínez Zuviría pasó a depender de esta fuerza con el grado de teniente.

### Destinos de relevancia
En 1947 Martínez Zuviría fue destinado a la agregaduría aeronáutica de la Argentina en el Reino Unido hasta principios de 1948.
Hacia 1948, logró un récord aeronáutico al lograr llegar desde Morón hasta Tandil en 20 minutos tripulando el Gloster Meteor C-019, a una velocidad de 900 km/h.
Ostentando la jerarquía militar de capitán en la Escuela Superior de Guerra Aérea, Jorge Martínez Zuviría se plegó a una sublevación militar que tuvo lugar el 2 de febrero de 1952. El objetivo de los insurrectos fue el de desestabilizar y/o derrocar el gobierno de Juan Domingo Perón. Una vez desarticulada esta asonada Martínez Zuviría recibió una pena de varios meses de arresto, sin embargo, luego de cumplirlos, pudo continuar su carrera.
Sin embargo, el 16 de septiembre de 1955, participó activamente en la autodenominada «Revolución Libertadora» junto a su hermano Gustavo Martínez Zuviría, cada uno participó de los hechos en su respectiva fuerza. Consumado el golpe, el 21 de septiembre, el presidente provisional (de facto) Eduardo Lonardi lo nombró director interino de la Escuela de Aviación Militar.
En 1959, fue enviado a los Estados Unidos, país donde realizó un curso de vuelo y de mantenimiento de aviones F-86F Sabre.
Entre 1962 y 1964, prestó servicios como agregado aeronáutico en Perú, lugar donde le fue concedida la Cruz al Mérito Aeronáutico en el grado de Comendador.
El 13 de enero de 1967, tuvo lugar un trágico episodio entre las familias del entonces brigadier mayor Jorge Miguel Martínez Zuviría y el entonces general de división Alejandro Agustín Lanusse, cuando el hijo de ocho años de Martínez Zuviría comenzó a jugar con una carabina del calibre .22 y accidentalmente le disparó a Ileana Lanusse, de diez años, quién murió en el acto.

### Titular de la Fuerza Aérea Argentina
El 28 de agosto de 1968, fue nombrado comandante en jefe de la Fuerza Aérea Argentina por el presidente de facto teniente general Juan Carlos Onganía, luego del pase a retiro del brigadier general Adolfo Teodoro Álvarez.
Sin embargo, a causa de las diferencias que mantuvo con Onganía respecto al bajo presupuesto destinado a la aeronáutica, presentó su renuncia al cargo de comandante en jefe y fue pasado a retiro el 10 de marzo de 1970. Dos días después, su cargo lo ocupó el brigadier mayor Carlos Alberto Rey.